# Lappmattvävare
Lappmattvävare (Flagelliphantes bergstromi) är en spindelart som först beskrevs av Schenkel 1931.  Lappmattvävare ingår i släktet Flagelliphantes och familjen täckvävarspindlar. Arten är reproducerande i Sverige. Inga underarter finns listade i Catalogue of Life.